# George Nelson Coffey
George Nelson Coffey (ur. 17 stycznia 1875 w Patterson, zm. 4 października 1967 w Wooster) – amerykański gleboznawca. 

## Życiorys
George urodził się w 1875 r. w Karolinie Północnej, USA.  Jego rodzicami byli Elijah Coffey i Mary Ann Nelson. Studiował geologię i chemię na Uniwersytecie stanowym w Północnej Karolinie. Pomiędzy 1899 a 1900 r. pracował w uniwersyteckim laboratorium geologicznym, gdzie w 1900 r. uzyskał tytuł bakałarza (Bachelor) filozofii. Po studiach rozpoczął pracę w Biurze ds. Gleb w Departamencie Rolnictwa Stanów Zjednoczonych. Przez następne cztery lata współtworzył 13 raportów gleboznawczych z obszaru stanów Illinois, Iowa, Kansas, Karoliny Północnej i Ohio. W 1905 r. powierzono mu zajmowanie się klasyfikacją gleb w Biurze. W trakcie tej pracy, inspirowany swoim bogatym doświadczeniem terenowym oraz publikacjami E. Hilgarda, Chamberlaina i W. Dokuczajewa, zdał sobie sprawę z konieczności stworzenia nowej klasyfikacji opartej nie na geologii, a na właściwościach gleb. Dla realizacji tego celu uzyskał na Uniwersytecie Jerzego Waszyngtona tytuł magistra broniąc w 1907 r. pracę The Basis of Soil Classification. 
W 1909 r. George Coffey został Prezydentem Amerykańskiego Stowarzyszenia Agronomicznego. Podczas swojej kadencji bez sukcesów próbował wprowadzić do amerykańskiego gleboznawstwa idee rosyjskiego gleboznawcy Wasilija Dokuczajewa, podkreślając potrzebę większego skupienia się na właściwościach gleb, a nie wyłącznie na badaniu ich geologii. Pełnił funkcję przewodniczącego piętnastoosobowego komitetu ASA, którego zadaniem było stworzenie bardziej jednolitego systemu nazewnictwa i klasyfikacji gleb dla Stanów Zjednoczonych i Kanady.
W 1911 r. Coffey odszedł z Biura by rozpocząć pracę w Rolniczej Stacji Doświadczalnej Ohio. W następnym roku opublikował on w „USDA Bureau of Soils Bulletin“ mapę gleb Stanów Zjednoczonych. Ponieważ nie była ona zgodna z dominującymi koncepcjami w klasyfikacji gleb Miltona Whitneya, pierwszego kierownika Biura ds. Gleb, nie została ona opublikowana jako oficjalna mapa Biura. W tym samym roku Coffey obronił na Uniwersytecie Jerzego Waszyngtona pracę doktorską z geologii pt. A Study of Soils in the United States.
Pracując w Stacji Doświadczalnej w Wooster w Ohio George Nelson Coffey poświęcił się badaniom nad erozją oraz przepływem wód infiltracyjnych i gruntowych w glebie i opublikował serię artykułów na ten temat. Zajmował się również badaniem wpływu nawozów na różne typy gleb. W kwietniu 1914 r. poślubił Clarę Estellę Kean. W 1915 r. przyjął posadę na Uniwersytecie Illinois. W następnym roku, aby być bliżej rodziny, Coffey zakończył karierę naukową na rzecz pracy w biznesie. Mimo tego nigdy nie utracił zainteresowania gleboznawstwem lub geologią.